# Eliminatórias da Copa do Mundo de Rugby Union de 2019

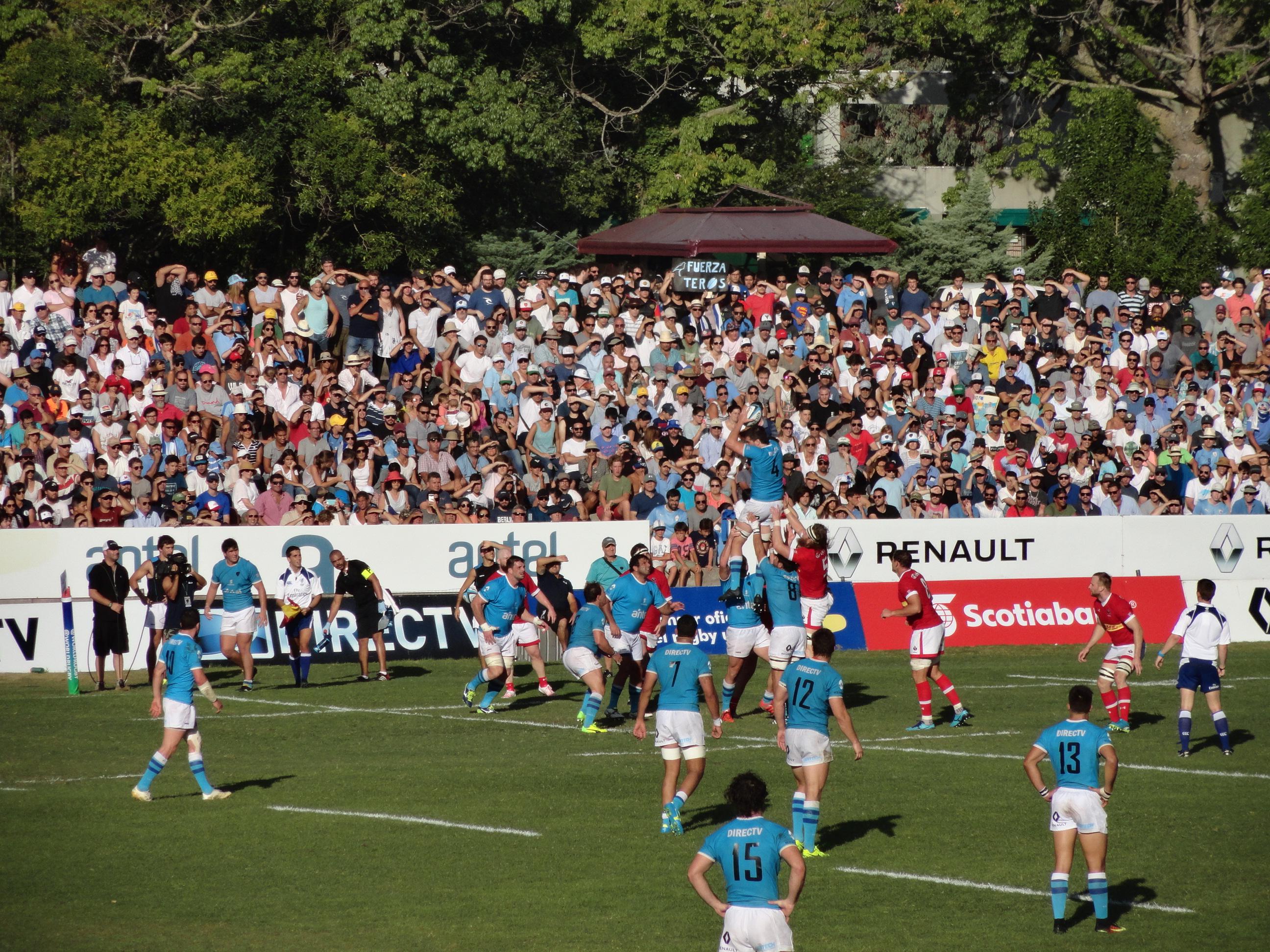
O play-off das Américas entre o Uruguai e o Canadá.

As Eliminatórias da Copa do Mundo de Rugby Union de 2019 começaram durante as etapas de grupo da Copa do Mundo de Rugby Union de 2015 na Inglaterra, durante o qual as três melhores equipes de cada um dos quatro grupos receberam qualificação automática para o evento de 2019. Outras oito equipes se qualificaram através de torneios regionais e do processo de repescagem inter-regional.
Os jogos das eliminatórias começaram em 5 de março de 2016, quando a Jamaica derrotou São Vicente e Granadinas por 48-0. Simbolicamente, o árbitro da partida foi Nigel Owens, que havia arbitrado a final da Copa do Mundo de Rúgbi de 2015, cinco meses antes.

## Processo qualificatório

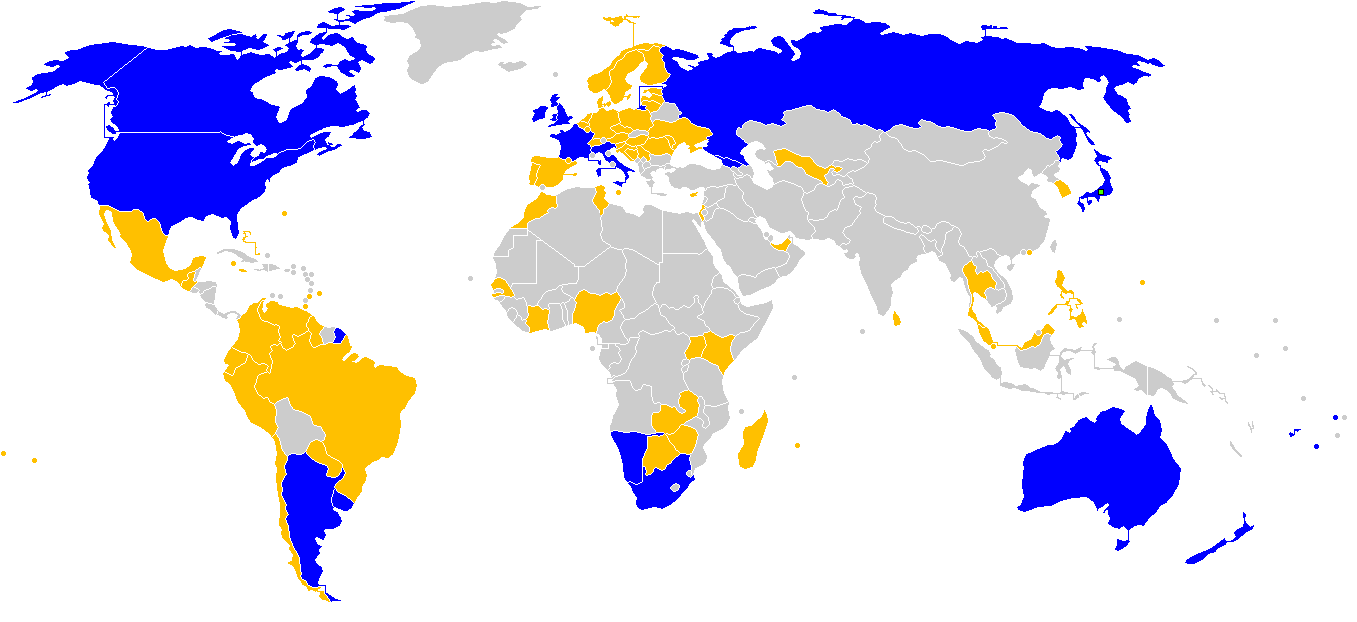
Qualificado
Não conseguiu se qualificar
Não entrou na qualificação ou não é um membro de pleno do World RugbyAtualizado em Outubro de 2018

Após as doze equipas qualificadas automáticamente, o World Rugby anunciou o formato de qualificação para os restantes oito lugares no dia 12 de novembro de 2015. Dos oito lugares restantes, seis deles serão decididos por torneios regionais, com África e Europa ganhando um único lugar. o torneio da Copa da África de Rugby e o Torneio Europeu das Nações (África 1 e Europa 1).
A Oceania recebeu duas vagas com as três principais nações-arquipélagos do Pacífico jogando entre si em casa e fora em 2016 e 2017 (Oceania 1 e 2). Após os torneios regionais individuais nas Américas do Norte e do Sul nos estágios iniciais de qualificação, ambas as regiões se fundiram para que Américas 1 e Américas 2 possam ser decididas em uma escala completa nas Américas.
Uma das vagas restantes será decidido por meio de play-offs inter-regionais, com uma equipe europeia e da Oceania disputando o play-off em casa e fora, para obter a classificação (vencedor do Play-off).
A vaga final será decidida através de um torneio de Repescagem, com o torneio sendo composto principalmente por equipes que terminaram em sua região como vice-campeão (África 2, Américas 3, perdedor do "play-off" e vencedor do "play-off" Ásia/Oceania).
Todos os qualificados não automáticos serão decididos até novembro de 2018.
|                                       | África               | Américas                                             | Ásia                                                            | Europa                                                                       | Oceania                                |
| ------------------------------------- | -------------------- | ---------------------------------------------------- | --------------------------------------------------------------- | ---------------------------------------------------------------------------- | -------------------------------------- |
| Qualificação automática               | - África do Sul      | - Argentina                                          | - Japão (anfitrião)                                             | - Escócia - França - Geórgia - Inglaterra - Irlanda - Itália - País de Gales | - Austrália - Nova Zelândia            |
| Qualificação regional                 | - Namíbia (África 1) | - Estados Unidos (Américas 1) - Uruguai (Américas 2) |                                                                 | - Rússia (Europa 1)                                                          | - Fiji (Oceania 1) - Tonga (Oceania 2) |
| Play-off inter regional               |                      |                                                      |                                                                 | - Alemanha (Europa 2)                                                        | - Samoa (Oceania 3)                    |
| Play-off de repescagem inter-regional |                      |                                                      | - Hong Kong (Ásia 1)                                            |                                                                              | - Ilhas Cook (Oceania 4)               |
| Torneio repescagem                    | - Quénia (África 1)  | - Canadá (Américas 3)                                | - Hong Kong (Vencedor do Play-off da Repescagem inter-regional) | - Alemanha (Perdedor do Play-off da Repescagem inter-regional)               |                                        |

1. ↑  Play-off Europa/Oceania: O play-off com jogos em casa e fora será disputado entre a Oceania 3 e a Europa 2. O Oceania 3 é Samoa, a terceira colocada da Copa das Nações do Pacífico de 2017. A Europa 2 é a Alemanha, vencedora de um play-off entre a Alemanha (a segunda classificada numa tabela agregada de 2 anos para as temporadas de 2017 e 2018 do Torneio Europeu das Nações, excluindo a já qualificada Geórgia) e Portugal vencedor do Troféu Europa Rugby 2017-2018). O vencedor no total se qualifica para a Copa do Mundo de 2019, o perdedor segue para o torneio de repescagem.
2. ↑  Play-off de Repescagem para a Ásia/Oceania: Será disputado um play-off com jogos em casa e fora entre a Oceania 4 e a Ásia 1. A Oceania 4 é a Ilhas Cook, vencedora da Copa de Rugby da Oceania de 2017. A Ásia 1 é Hong Kong, vencedora do Campeonato Asiático de Rugby de 2018. O vencedor no agregado ganha um lugar no torneio de repescagem.

## Eliminatórias
Um total de 79 equipes de todo o mundo participaram de alguma fase das eliminatórias.
| Região                  | Equipas inscritas no processo eliminatório | Vagas totais | Equipas qualificadas   | Play-offs inter- regionais | Vagas em repescagem | Equipas na repescagem |
| ----------------------- | ------------------------------------------ | ------------ | ---------------------- | -------------------------- | ------------------- | --------------------- |
| África                  | 14                                         | 1            | Namíbia                | –                          | 1                   | Quénia                |
| Américas                | 20                                         | 2            | Estados Unidos Uruguai | –                          | 1                   | Canadá                |
| Ásia                    | 10*                                        | 0            | –                      | Hong Kong                  | 0                   | –                     |
| Europa                  | 30†                                        | 1            | Rússia‡                | Alemanha§                  | 0                   | –                     |
| Oceania                 | 5                                          | 2            | Fiji Tonga             | Samoa Ilhas Cook‖          | 0                   | –                     |
| Play-off Inter-regional | –                                          | 1            | Samoa                  | –                          | 2                   | Hong Kong Alemanha    |
| TOTAIS                  | 79                                         | 7            | 6/7                    | 4                          | 4                   | 4 (1 vaga na CM)      |

* A Tailândia substituiu o Cazaquistão após a sua desistência antes de jogar qualquer jogo.

† Menos um time adicional, a Turquia, que se retirou antes de jogar qualquer jogo.

‡ Substituindo a Roménia, que teve pontos deduzidos por colocar jogadores inelegíveis.

§ Substituindo a Espanha, que teve pontos deduzidos por colocar jogadores inelegíveis. 

‖ As Ilhas Cook avançaram para a próxima fase de qualificação, depois de o Taiti ter violado os regulamentos de elegibilidade dos jogadores no confronto na Copa da Oceania.

Seis dos últimos oito lugares foram atribuídos a diferentes regiões pelo World Rugby. Dependendo do status da equipe, havia vários processos de play-off e repescagem.

## Repescagem
Após o término de cada processo de qualificação regional, quatro equipes participarão do processo de Repescagem para a vaga final na Copa do Mundo de Rúgbi. Ao contrário de Repescagens anteriores, as quatro equipes jogarão em um torneio todos contra todos, onde todas as equipes jogarão uma partida contra a outra equipa uma vez, ao invés de uma final e semifinal.